# Agatsnäckor
Agatsnäckor (Cochlicopidae) är en familj inom stammen blötdjur som tillhör klassen snäckor.
Agatsnäckor hör till landlungsnäckorna och är landlevande.
Typsläkte för familjen är Cochlicopa.